# イワヒゲ属
イワヒゲ属（イワヒゲぞく、学名：Cassiope 、和名漢字表記：岩髭属）は、ツツジ科に属する属の一つ。

## 特徴
小低木。茎は分枝して緑色のひも状になり、葉は鱗片状で十字状に対生し茎に密着する。茎の上部の鱗片状の葉腋からごく短い枝を出し、その先から細く長い花柄を伸ばして、下向きの花をつける。花冠は鐘形で、花冠の先が浅く5裂し、裂片は反り返る。雄蕊は4-10個。花柱は1個で糸状になり、花柱は小さい。果実は蒴果で球状になり、4-5室に分かれる。

## 分布
北半球の高山帯や寒帯に分布し、10-16種あり、日本にはイワヒゲ1種のみが分布する。

## 種
本属では以下の種が知られている。
- C. abbreviata Hand.-Mazz.
- C. argyrotricha T.Z.Hsu
- C. ericoides (Pall.) D.Don
- C. fastigiata (Wall.) D.Don
- C. fujianensis L.K.Ling & G.Hoo
- C. lycopodioides (Pall.) D.Don - イワヒゲ、日本（本州中部地方以北、北海道）のほか、千島列島、カムチャツカ、アラスカに分布する[2]。
- C. membranifolia R.C.Fang
- C. mertensiana (Bong.) G.Don
- C. myosuroides W.W.Sm.
- C. nana T.Z.Hsu
- C. palpebrata W.W.Sm.
- C. pectinata Stapf
- C. redowskii (Cham. & Schltdl.) G.Don
- C. selaginoides Hook.f. & Thomson
- C. tetragona (L.) D.Don
- C. wardii Marquand